# Grand Prix automobile d'Allemagne 1988
Résultats du Grand Prix automobile d'Allemagne de Formule 1 1988 qui a eu lieu sur le circuit d'Hockenheim le 24 juillet 1988.

## Classement
| Pos. | No | Pilote             | Écurie               | Tours | Temps/Abandon                      | Grille | Points |
| ---- | -- | ------------------ | -------------------- | ----- | ---------------------------------- | ------ | ------ |
| 1    | 12 | Ayrton Senna       | McLaren-Honda        | 44    | 1 h 32 min 54 s 188 (193,148 km/h) | 1      | 9      |
| 2    | 11 | Alain Prost        | McLaren-Honda        | 44    | + 13 s 609                         | 2      | 6      |
| 3    | 28 | Gerhard Berger     | Ferrari              | 44    | + 52 s 095                         | 3      | 4      |
| 4    | 27 | Michele Alboreto   | Ferrari              | 44    | + 1 min 40 s 912                   | 4      | 3      |
| 5    | 16 | Ivan Capelli       | March-Judd           | 44    | + 1 min 49 s 606                   | 7      | 2      |
| 6    | 20 | Thierry Boutsen    | Benetton-Ford        | 43    | + 1 tour                           | 9      | 1      |
| 7    | 17 | Derek Warwick      | Arrows-Megatron      | 43    | + 1 tour                           | 12     |        |
| 8    | 15 | Mauricio Gugelmin  | March-Judd           | 43    | + 1 tour                           | 10     |        |
| 9    | 2  | Satoru Nakajima    | Lotus-Honda          | 43    | + 1 tour                           | 8      |        |
| 10   | 18 | Eddie Cheever      | Arrows-Megatron      | 43    | + 1 tour                           | 15     |        |
| 11   | 3  | Jonathan Palmer    | Tyrrell-Ford         | 43    | + 1 tour                           | 24     |        |
| 12   | 10 | Bernd Schneider    | Zakspeed             | 43    | + 1 tour                           | 22     |        |
| 13   | 22 | Andrea De Cesaris  | Rial-Ford            | 42    | + 2 tours                          | 14     |        |
| 14   | 9  | Piercarlo Ghinzani | Zakspeed             | 42    | + 2 tours                          | 23     |        |
| 15   | 36 | Alex Caffi         | Scuderia Italia-Ford | 42    | + 2 tours                          | 19     |        |
| 16   | 32 | Oscar Larrauri     | Eurobrun-Ford        | 42    | + 2 tours                          | 26     |        |
| 17   | 25 | René Arnoux        | Ligier-Judd          | 41    | + 3 tours                          | 17     |        |
| 18   | 19 | Alessandro Nannini | Benetton-Ford        | 40    | + 4 tours                          | 6      |        |
| 19   | 29 | Yannick Dalmas     | Larrousse-Ford       | 39    | + 5 tours                          | 21     |        |
| Abd. | 14 | Philippe Streiff   | AGS-Ford             | 38    | Accélérateur                       | 16     |        |
| Abd. | 6  | Riccardo Patrese   | Williams-Judd        | 34    | Accident                           | 13     |        |
| Abd. | 21 | Nicola Larini      | Osella               | 27    | Panne électrique                   | 18     |        |
| Abd. | 5  | Nigel Mansell      | Williams-Judd        | 16    | Sortie de piste                    | 11     |        |
| Abd. | 33 | Stefano Modena     | Eurobrun-Ford        | 15    | Allumage                           | 25     |        |
| Abd. | 30 | Philippe Alliot    | Larrousse-Ford       | 8     | Accident                           | 20     |        |
| Abd. | 1  | Nelson Piquet      | Lotus-Honda          | 1     | Accident                           | 5      |        |
| Nq.  | 24 | Luis Pérez-Sala    | Minardi-Ford         |       | Non qualifié                       |        |        |
| Nq.  | 26 | Stefan Johansson   | Ligier-Judd          |       | Non qualifié                       |        |        |
| Nq.  | 4  | Julian Bailey      | Tyrrell-Ford         |       | Non qualifié                       |        |        |
| Nq.  | 23 | Pierluigi Martini  | Minardi-Ford         |       | Non qualifié                       |        |        |
| Npq. | 23 | Gabriele Tarquini  | Coloni-Ford          |       | Non préqualifié                    |        |        |

## Pole position et record du tour
- Pole position : Ayrton Senna en 1 min 44 s 596 (vitesse moyenne : 233,940 km/h).
- Meilleur tour en course : Alessandro Nannini en 2 min 03 s 032 au 40e tour (vitesse moyenne : 198,885 km/h).

## Tours en tête
- Ayrton Senna : 44 (1-44)

## À noter
- 11e victoire pour Ayrton Senna.
- 64e victoire pour McLaren en tant que constructeur.
- 36e victoire pour Honda en tant que motoriste.
- 1er record du tour pour Alessandro Nannini.